# Victor Hubinon
Victor Hubinon (Liegi, 26 aprile 1924 – Villemy, 8 gennaio 1979) è stato un fumettista belga.

## Biografia
Frequenterà l'Accademia di belle arti fino allo scoppio della Seconda guerra mondiale; al termine del conflitto verrà assunto dal quotidiano La Mense, per poi trasferirsi nel 1946, in qualità di disegnatore di fumetti, sul periodico Spirou.
Nel 1947, su testi di Jean-Michel Charlier, darà vita al personaggio di Buck Danny, avventuriero durante il periodo del conflitto mondiale sul versante del Pacifico.
Nel 1955 creerà Pistolin, striscia dedicata ai bambini, e nel 1959, sempre su testi di Charlier, vedrà la luce il personaggio del pirata Barbarossa, (molto diverso dallo storico Khayr al-Din Barbarossa), da cui anni dopo verrà tratta una serie animata omonima.